# Мольтразио
Мольтразио (итал. Moltrasio) — коммуна в Италии, располагается в регионе Ломбардия, подчиняется административному центру Комо.
Население составляет 1759 человек, плотность населения составляет 197,64 чел./км². Занимает площадь 8,9 км². Почтовый индекс — 22010. Телефонный код — 031.
Покровителями коммуны почитаются святитель Мартин Турский, празднование 11 ноября, и святая Агата.